# Пыховский, Александр
Александр Пыховский (пол. Aleksander Pychowski; 3 ноября 1903, Краков, Цислейтания — 20 октября 1943, Краков) — польский футболист, защитник.

## Клубная карьера

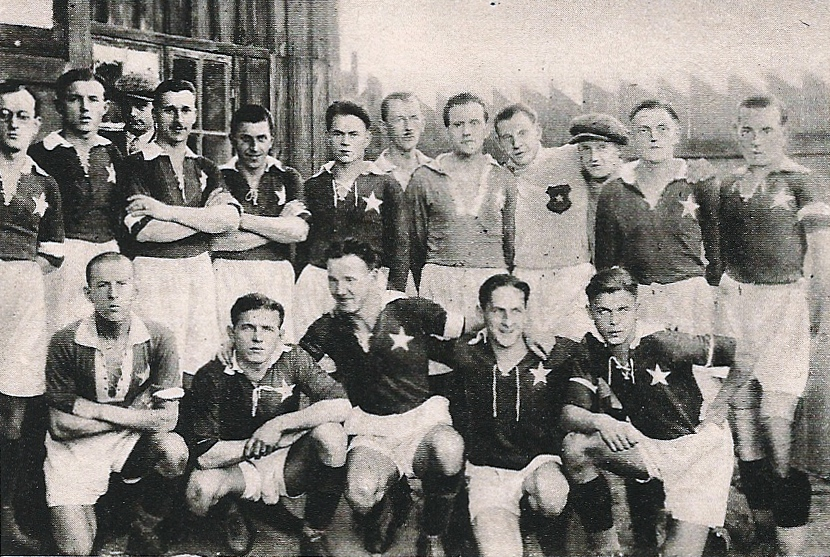
«Висла» Краков в 1927 году, Пыховский стоит первый слева.

Начинал карьеру в Краковии, в составе которой выступал в течение четырёх лет. В 1925 году перешёл в краковскую «Вислу», за клуб выступал вплоть до завершения карьеры в 1935 году.

## Карьера в сборной
В сборной Польши сыграл три матча (дебютировал — 2 октября 1925 года во встрече с Турцией).

## Во время войны
Во время немецкой оккупации Кракова действовал в подполье. 20 октября 1943 года дом на улице Филаретской, где он находился, окружили гестаповцы. Не желая попасть в плен, Пыховский покончил жизнь самоубийством. Как потом оказалось, немцы в этот день пришли не за ним.